# Frank Leslie

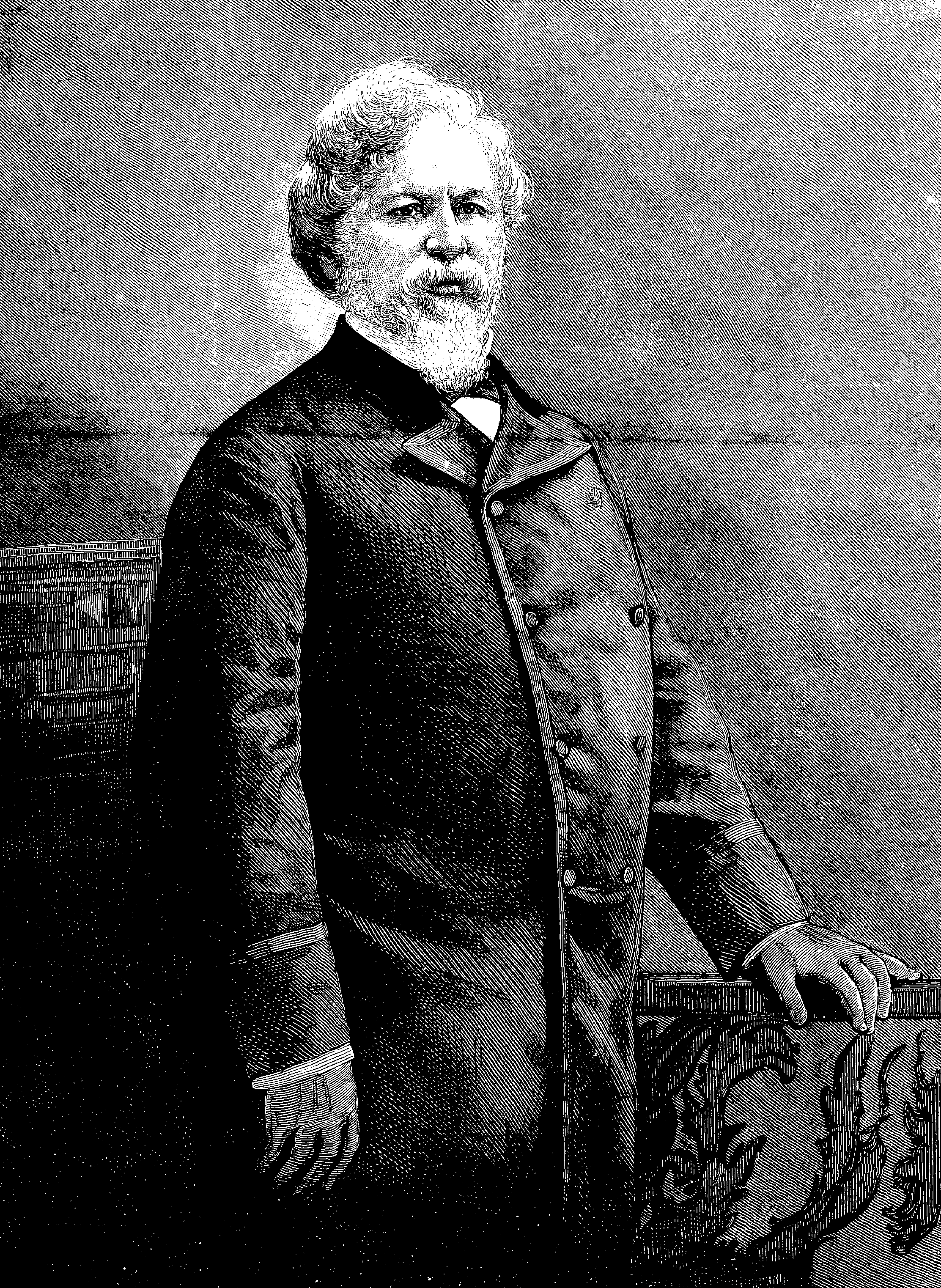
Frank Leslie.

Frank Leslie (ursprungligen Henry Carter), född den 29 mars 1821 i Ipswich, död den 10 januari 1880 i New York, var en engelskfödd amerikansk tecknare, gravör och tidningsutgivare. 
Leslie utbildade sig vid Illustrated London News xylografiska ateljé och flyttade sedan till New York, där han bland annat uppsatte Gazette of Fashion (1854), Frank Leslie's Illustrated Newspaper (1855, senare utgiven under namnet Frank Leslie's Weekly), Frank Leslie's Monthly samt flera andra tidskrifter, vilka fick stor spridning.